# Ейхенвальд Олександр Олександрович
Олександр Олександрович Ейхенвальд (нар. 23 грудня 1863 (4 січня 1864), Санкт-Петербург — 19 вересня 1944) — російський фізик. Академік УАН (1919).

Закінчив Санкт-Петербурзький інститут інженерів шляхів сполучення у 1888, працював інженером. У 1895–1897 слухав лекції у Страсбурзькому університеті, здобув ступінь доктора природознавства. Викладав у Московському інституті інженерів транспорту, також у 1905–1908 був його директором. У 1910 — професор. Одночасно викладав у Москві на Вищих жіночих курсах (1901–1917), в університеті (1906–1919) та Комерційному інституті (1907–1917).
Академік кафедри фізики Фізико-математичного відділення УАН (з 1919), позаштатний академік УАН (з 1920).
У 1920 виїхав до Берліна, з 1923 жив у Празі, брав участь в роботі Російського Вільного університету. З кінця 1920-х проживав у Мілані.
Наукові дослідження присвячені питанням магнітного поля рухомих електрично заряджених тіл та аналізу світлових хвиль.
У 1904 Ейхенвальд експериментально встановив існування магнітного поля при механічному русі наелектризованих тіл і довів еквівалентність конвекційних струмів і струмів провідності. У цьому році обґрунтував реальність гіпотези Д. Максвела про існування струмів зміщення у рідкому діелектрику і струмів провідності у провіднику.
Теоретично розглянув рух енергії при повному внутрішньому відображенні світла (1908), а також властивості акустичних хвиль великої амплітуди (1934).